# Tribù (singolo Piero Pelù)
Tribù è un brano di Piero Pelù, pubblicato come singolo il 12 maggio 2006, anticipando l'uscita dell'album In faccia. È stato pubblicato sia su CD sia on line.
È il primo singolo pubblicato con la Sony.

## Descrizione
Il brano si può considerare un ritorno alle origini per il rocker fiorentino. Vengono infatti riprese le dure sonorità rock che erano state accantonate da Pelù al suo debutto da solista, per orientarsi maggiormente verso un pop più commerciale.
Il testo esprime il concetto di tribù paragonandolo a quello di famiglia, che cerca sempre di incoraggiarti e di aiutarti ad andare avanti.

## Video musicale

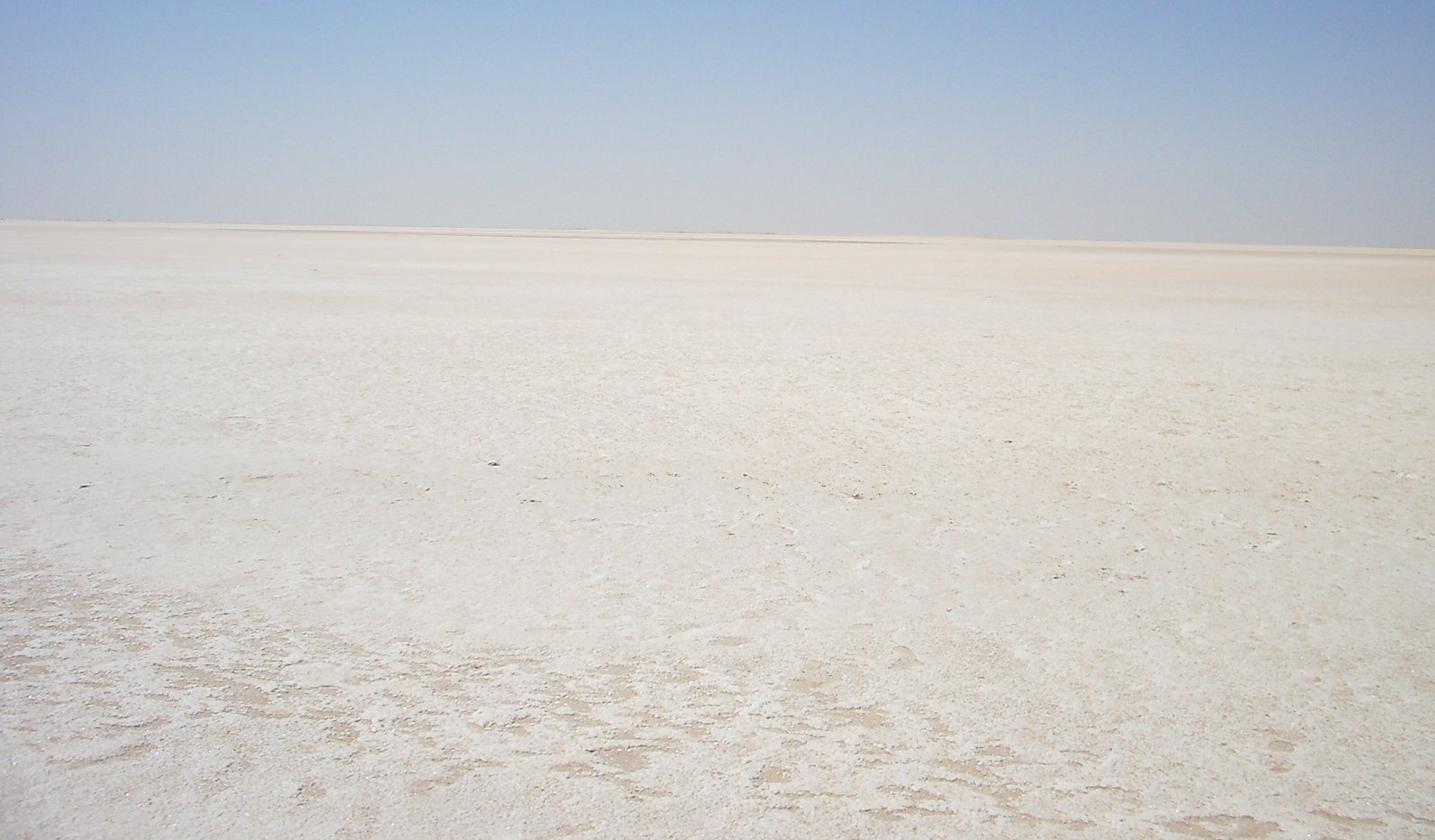
Il deserto salato di Chott el-Jerid

Le riprese del video sono state effettuate nel Deserto salato di Chott el-Jerid, presso Tozeur in Tunisia.
Il video mostra Pelù e la sua band mentre suonano in mezzo al deserto, un posto dal paesaggio lunare a perdita d'occhio, poi all'improvviso spuntano fuori da terra tralicci e pozzi petroliferi che finiranno per prendere fuoco, ad indicare l'impatto umano sull'ambiente ed i danni recati a quest'ultimo.
Alla fine del video si vede Piero Pelù tenere in mano un cappellino con un piccolo elemento al silicio che fa girare una ventola. Questo è un messaggio in contrapposizione ai combustibili fossili per sensibilizzare all'utilizzo delle energie alternative. Tutto il disco, infatti, è stato registrato utilizzando l'energia solare.
In alcuni frame delle riprese si possono notare i rottami di un pullman, che si trova realmente nel deserto, abbandonato in mezzo al nulla.
La regia del video è di Maki Gherzi.

## Tracce
1. Tribù
2. Il tuo futuro
3. Tribù (Instrumental)

## Classifiche

### Classifiche settimanali
| Classifica (2006) | Posizione massima |
| ----------------- | ----------------- |
| Italia            | 6                 |